# Ákos Buttykay
Dans le nom hongrois Buttykay Ákos, le nom de famille précède le prénom, mais cet article utilise l’ordre habituel en français Ákos Buttykay, où le prénom précède le nom.
Ákos Buttykay ([aːkoʃ ], [buckɒ.i]), né le 27 juillet 1871 à Halmi en Hongrie (aujourd'hui Halmeu en Roumanie) et décédé le 26 octobre 1935 à Debrecen, est un compositeur hongrois.

## Biographie
Buttykay est un élève de Victor von Herzfeld, István Thomán et Bernhard Stavenhagen. De 1907 à 1923, il est professeur de piano à l'Académie de musique de Budapest. En 1909, il épouse la cantatrice et actrice Emmi Kosáry.
Il compose notamment un opéra et 5 opérettes, deux symphonies et un poème symphonique, une suite et une rhapsodie hongroise, un concerto pour violon, des pièces pour piano et des chansons.

## Œuvres principales

### Œuvres orchestrales
- Fantaisie pour piano et orchestre (1896)
- Scherzo (1898)
- Suite (1900)
- Symphonie en ut dièse mineur (1900)
- Symphonie en ré mineur (Salammbô, 1905)
- Az ünneprontók  (Les trouble-fête), poème symphonique (1905)[1]

### Opérettes
- A bolygó görög (Le Grec volant), grande opérette op. 15 (1905 Budapest)
- A harang (La Cloche), singspiel (1907 Budapest) (en collaboration avec Pongrác Kacsóh)
- A csibészkirály (Le Roi des gredins, ou Pom-pom), opérette op. 16 (1907 Budapest)
- Ezüst sirály (La Mouette argentée), opérette (1920 Budapest)
- Olivia hercegnő (Princesse Olivia), opérette (1922 Budapest)
- A császárné apródja (Le page de la reine), opérette (1925 Budapest)
- Happy End, opérette (1930 Budapest)[2]